# Микрочип за идентификация на животни
Микрочипът за идентификация на животни е устройство за радиоелектронна идентификация (RFID) и представлява печатна платка, носеща индивидуално програмиран номер. Той се използва за идентификация на животни и се поставя по различен начин и място. Намиращ се във или върху тялото на животното, микрочипът подава радиосигнал, който се засича от четящо устройство. Номерът, който се носи от микрочипа, е уникален и се състои от 15 цифри. в България и в Европа се разпространяват чипове и четящи устройства произведени по ISO стандарт 11784 и 11785.

## Видове
В зависимост от начина на прилагане и метода на идентификация, микрочиповете биват:
- подкожен имплант,
- търбушен болус,
- електронна ушна марка.

### Подкожен имплант
Подкожният имплант представлява микрочип обвит от биологично поносимо стъкло с размери 12/2 mm. Разпространява се с устройство за имплантиране, наподобяващо спринцовка с игла. Микрочипът се намира в лумена на иглата и се подава в организма чрез избутване с буталото. Действието по поставяне на микрочипа се нарича чипиране.
Подкожният имплант е най-разпространеният начин на чипиране на животните. Той се прилага при всички видове домашни любимци включително и влечуги, отглеждани в терариуми, селскостопански животни, спортни коне и други. Поставя се подкожно в областта на шията. Няма общоприето задължително място за поставяне на импланта. В България е прието това да се поставя в лявата част на шията, при говедата – отляво зад ухото. При домашните любимци е възможно чипа да бъде поставен и в областта на гърба между плешките. След имплантиране на чипа се прави проверка с четящо устройство. При правилното му поставяне и разчитане един от стекерите, в който е вписан номерът му, се залепва в паспорта. Идентификационният номер се въвежда задължително в национална база дани поддържана от компетентен орган. Фирмите производители и други структури и организации поддържат също свои база данни.

### Търбушен болус
Търбушният болус представлява керамичен цилиндър с дължина 5 – 8 cm и ширина 1,5 – 2 cm. Във вътрешността му е поместен микрочипът. Търбушният болус се използва за идентификация на преживните животни – най-вече говеда, овце и кози. Той се подава през устата със специално устройство наречено болусодавател. След преглъщане попада в сложния стомах на преживните, но като трайно място на локализация е едно от предстомашията – мрежата. Анатомичното устройство на мрежата и тежестта на материала, от който е изграден болусът, са предпоставка той да се задържи в тази част на храносмилателната система и да не се предвижи назад и изхвърли с изпражненията. След това микрочипът се разчита от четящо устройство. Към този номер се добавя и номерът на ушната марка на съответното животно и данните се подават в идентификационната система на националната база данни.

### Електронна ушна марка
При този метод на чипиране използваният микрочип се интегрира в материала, от който е направена ушната марка. Освен с вграден в нея чип ушната марка има и надписан уникален номер на външната си повърхност. Тя се поставя в средната третина на ухото с клещи. След това микрочипът се разчита от четящо устройство. Към този номер се добавя и номерът на търбушния болус на маркираното животно и данните се подават в идентификационната система на националната база данни.

## Четящо устройство
Четящо устройство се нарича уредът, който разчита номера на микрочипа. В зависимост от разстоянието, от което микрочипът може да бъде разпознат, и от начина на използването им, четящите устройства биват статични и динамични.
Динамичните четящи устройства обикновено разчитат микрочипа от разстояние 8 – 12 cm. Те се хващат с ръка и движат по повърхността на тялото на животното. Най-често се използват за подкожни импланти, но могат да разчитат микрочипове в търбушни болуси и ушни марки. Обикновено се използват при домашни любимци и единични животни.
Статичните четящи устройства разчитат микрочипове от по-големи разстояния – 20 – 30 cm. Те се използват при разчитане на търбушни болуси и електронни ушни марки на селскостопанските животни. Обикновено това се налага при придвижване от един животновъден обект към друг или към кланица. Животните преминават едно след друго през специално изграден за целта коридор. В определен участък от коридора устройството е закрепено за стената и е насочено към вътрешността му. Така през него преминават група животни, четецът разчита номерата на чиповете, а софтуер изготвя списък на животните. Той се разпечатва и прилага към документа за придвижване.

## Галерия
- Различни видове четящи устройства
- Инжектируем микрочип.
- Инжектиране на микрочипа
- Проверка след поставяне